# Hugo von Hofmannsthal-Gesellschaft
Die Hugo von Hofmannsthal-Gesellschaft ist eine literarische Gesellschaft in der Rechtsform eines eingetragenen Vereins mit Sitz im Freien Deutschen Hochstift in Frankfurt am Main. Ihr Ziel ist es, „mit Tagungen und Publikationen die Beschäftigung und Auseinandersetzung mit Leben und Werk des österreichischen Schriftstellers Hugo von Hofmannsthal“ zu fördern.
Die Gesellschaft wurde 1968 auf Initiative von Martin Stern, damals Professor in Frankfurt am Main, gegründet. Am 1. Februar 1968, an Hofmannsthals Geburtstag, wurde die Gesellschaft beim Amtsgericht Frankfurt eingetragen. Unmittelbarer Anlass war die Entstehung der Kritischen Ausgabe der Werke Hofmannsthals, die seit 1967 am Freien Deutschen Hochstift in Planung war. Da auch der S. Fischer Verlag, der die Rechte an Hofmannsthals Werk besaß, dort ansässig war, empfahl sich Frankfurt aus pragmatischen Gründen als Sitz der Gesellschaft. Die Gesellschaft sollte die Werkausgabe reflektierend begleiten und möglichst viele Interessengruppen – noch lebende Freunde und Bekannte des Dichters, Literaturwissenschaftler und nichtprofessionelle Liebhaber und Leser des Werks – zusammenführen. Besonderer Wert wurde auf Internationalität gelegt. Die erste Tagung fand am 28. und 29. September 1968 in Frankfurt am Main statt. Bislang (Stand: 2024) sind 21 Tagungen ausgerichtet worden.
Außer durch die Veranstaltung von Tagungen hat die Gesellschaft durch Publikationen zur Förderung der Hofmannsthal-Forschung beigetragen. Von 1968 bis 1992 erschienen im Auftrag der Gesellschaft die Hofmannsthal-Blätter, die vor allem unpublizierte Quellen zu Leben und Werk abdruckten. Sie wurden von 1971 bis 1987 durch die Hofmannsthal-Forschungen ergänzt, deren Bände wissenschaftliche Aufsätze enthielten und die Beiträge zu den Tagungen wiedergaben. 1993 wurden die beiden Publikationen im Hofmannsthal-Jahrbuch zusammengeführt.
Bisherige Vorsitzende der Gesellschaft waren Martin Stern (1968–1979), Karl Konrad Polheim (1979–1980), Clemens Köttelwesch (1981–1988), Werner Volke (1989–1994), Marcus Bierich (1994–2000), Heinz Rölleke (2002–2014), Alexander Honold (2014–2024) und Antonia Eder (seit 2024). Stellvertretende Vorsitzende ist seit 1989 Elsbeth Dangel-Pelloquin.